# Toucouille
 (avril 2025).
Loïc Dubois, plus connu sous le pseudonyme de toucouille, est un joueur français de League of Legends évoluant au poste de midlaner pour le club brésilien Ilha das Lendas. Il est double champion de France avec l'équipe GamersOrigin. 

## Biographie
Loïc « toucouille » Dubois est né le 1er mai 2001 en France. 
Il est atteint d'ostéogenèse imparfaite, aussi appelée « maladie des os de verre »,. 
Au collège, il est victime de moqueries. Le joueur se réfugie dans les jeux vidéos et gagne en assurance au fur et à mesure de ses participations à des évènements vidéoludiques. 
Son pseudonyme est dérivé du surnom « Toutouille » donné par sa mère. 

## Carrière professionnelle
En 2019, Toucouille rejoint l'équipe pro française Izi Dream et joue en Open Tour.
En 2020, il rejoint l'équipe GamersOrigin et intègre la Ligue française de League of Legends (LFL) avec laquelle il remporte deux fois le titre de champion de France à l'issue du segment de printemps et celui d'été,.
En janvier 2021, il rejoint GameWard où il reçoit le titre individuel de MVP du segment.
En novembre 2021, il rejoint l'équipe nord-américaine FlyQuest (en) et joue dans la ligue nord-américaine, la League of Legends Championship Series. Durant la saison, le joueur remporte 8 titres individuels de MVP.
En 2023, toucouille est de retour en LFL et rejoint l'équipe Team GO (anciennement connue sous le nom de GamersOrigin). 
Il rejoint le championnat brésilien en 2024, d'abord l'équipe de Vivo Keyd Stars puis Ilha das Lendas.